# سوربات الصوديوم
 سوربات الصوديوم  مركب كيميائي له الصيغة NaC6H7O2 ، وهو ملح الصوديوم لحمض السوربيك. يعد سوربات صوديوم من الإضافات الغذائية وله الرقم E201.